# Kosmos 87
Kosmos 87 – radziecki satelita telekomunikacyjny wysłany wraz z bliźniaczymi Kosmos 86, 88, 89, 90. Dwudziesty szósty statek typu Strzała.
Satelita pozostaje na orbicie okołoziemskiej, które trwałość szacowana jest na 10 000 lat.